# Ojoceratops
Ojoceratops ("Rohatá tvář ze souvrství Ojo Alamo") byl rod velkého rohatého dinosaura (ceratopsida), žijícího v období pozdní svrchní křídy (geologický stupeň kampán, zhruba před 73 miliony let) na území dnešního Nového Mexika (USA). Typový a dosud jediný známý druh O. fowleri byl formálně popsán v roce 2010.

## Popis
Ojoceratops byl poměrně velký rohatý dinosaurus, dlouhý 6 nebo možná až 9 metrů a vážil několik tun. Byl zřejmě blízkým vývojovým příbuzným obřích rodů Triceratops, Eotriceratops i Titanoceratops. Obýval oblasti dnešního amerického jihozápadu v období pozdní křídy a byl součástí ekosystémů geologického souvrství Ojo Alamo.